# Anticorps anti-thyroïdiens
Les anticorps anti-thyroïdiens sont des auto-anticorps recherchés dans les pathologies auto-immunes de la thyroïde. Ils permettent de distinguer ces dernières des différentes maladies de la glande et surtout des autres atteintes inflammatoires, en complément des tests hormonaux.
On en distingue plusieurs types : 
- Anticorps anti-thyroperoxydase (anti-TPO)
- Anticorps anti-thyroglobuline (anti-Tg)
- Anticorps anti-récepteur de la TSH (anti-RTSH)
- Anticoprs anti-cotransporteur Na+/I- (anti NIS)